# Naujoji Akmenė
Naujoji Akmenė es una ciudad del norte de Lituania, condado de Šiauliai, 61 km al noroeste de Šiauliai, 46 km al este de Mažeikiai, a 273 km de la capital Vilnius a 4 km de la frontera con Letonia. Su nombre significa Piedra Nueva.

## Geografía
Es una base industrial con el cemento como principal producto, y la empresa pública Akmenės Cementas produce 700.000 toneladas de este material al año. Es una ciudad muy reciente establecida en 1952 y posee una infraestructura bien desarrollada. De hecho, su red de carreteras se había creado incluso antes de que existiera la ciudad.

## Historia
La zona estaba habitada por semigalianos. En el lugar de la ciudad se encontraba el pueblo de Karpėnai, cuya primera mención se remonta a 1652.
Incluso antes de la Segunda Guerra Mundial, los geólogos lituanos descubrieron en esta zona depósitos de roca caliza suficientes para la producción de cemento.
El 27 de julio de 1945, el gobierno de la República Socialista Soviética de Lituania decidió construir una planta de cemento en Karpėnai. La planta fue construida desde cero prácticamente en el campo. Los constructores fueron alojados en cuarteles temporales o simplemente en tiendas de campaña, y también se utilizó trabajo forzado de presidiarios. Se comenzó a desarrollar una cantera a un kilómetro y medio de la planta. La producción comenzó en 1952. El 31 de enero del mismo año, por decisión del Presidium del Consejo Supremo de la República Socialista Soviética de Lituania, el pueblo de Karpėnai pasó a llamarse asentamiento urbano de Naujoji-Akmane. En 1962, el centro administrativo de la región de Akmene se trasladó de Akmene a Nauyoji-Akmene.

## Demografía
A continuación, se muestra la evolución demográfica desde el año 1959:
| Gráfica de evolución demográfica de Naujoji Akmenė entre 1959 y 2023 |
|                                                                      |
|                                                                      |

Según datos de 2011, la población por nacionalidades se distribuye así:
- Lituanos  : 92,57% (8609)
- Rusos  : 4,46% (415)
- Ucranianos  : 0,74% (69)
- Bielorrusos  : 0,62% (58)
- Letones  : 0,55% (51)
- Polacos  : 0,52% (48)
- Alemanes  - 0,14% (13)
- Otros - 0,4% (37)